# Шварц (дворянский род)
Шварц — дворянский род.

## Происхождение и история рода
Восходит к началу XVIII в. и записан в VI часть родословной книги Виленской губернии. Есть ещё два рода Шварц, позднейшего происхождения.
Шварц, Иван Григорьевич (варианты: Георгиевич, Егорович), (нем. Johann Georg Schwarz, вар.: von Schwartz; 1751—1784) — педагог и просветитель, выдающийся деятель русского масонства и просветитель, близкий друг и сподвижник Н. И. Новикова.
- - Павел Иванович — чиновник 14 класса, 20 ноября 1836 года за заслуги отца ему пожалован диплом на потомственное дворянство
    - Николай Павлович Шварц (1816—1848) — майор Корпуса инженеров путей сообщения
      - Александр Николаевич Шварц (1848—1915) — российский филолог-классик, министр народного просвещения (1908—1910).
        - дочери — Анастасия, Ольга, Наталия, Нина.

Другие роды
11.01.1805 г. Максим Шварц, подпоручик, жалован дипломом на потомственное дворянское достоинство.
- Шварц, Владимир Максимович (1808—1872) — генерал-адъютант, генерал от артиллерии, член Военного Совета. Жена — Александра Алексеевна Томилова (1815—1878); дочери: Елизавета (1841—1882), Варвара (1843—1863) и Александра (1848—1926).

16.12.1855 г. Иоганн-Христофор Шварц, доктор медицины, жалован дипломом на потомственное дворянское достоинство.

## Описание герба
В лазоревом поле три золотые подковы.
Щит увенчан дворянскими шлемом и короною. Нашлемник: три серебряных страусовых пера. Намёт: лазоревый с золотом. Герб Шварца внесён в Часть 11 Общего гербовника дворянских родов Всероссийской империи, стр. 101.